# Eudistoma purpuropunctatum
Eudistoma purpuropunctatum is een zakpijpensoort uit de familie van de Polycitoridae. De wetenschappelijke naam van de soort is voor het eerst geldig gepubliceerd in 1989 door Lambert.